# Collier County
Collier County är ett administrativt område i delstaten Florida, USA, med 321 520 invånare. Den administrativa huvudorten (county seat) är Naples.
Del av Everglades nationalpark ligger i countyt.

## Geografi
Enligt United States Census Bureau har countyt en total area på 5 970 km². 5 246 km² av den arean är land och 724 km² är vatten.

### Angränsande countyn
- Hendry County, Florida - nord
- Broward County, Florida - öst
- Miami-Dade County, Florida - sydöst
- Monroe County, Florida - syd
- Lee County, Florida - nordväst

### Orter
- Golden Gate
- Immokalee
- Marco Island
- Naples (huvudort)
- Naples Manor
- Naples Park
- Pelican Bay